# Flatoidinus pseudopunctatus
Flatoidinus pseudopunctatus är en insektsart som beskrevs av Ramos 1947. Flatoidinus pseudopunctatus ingår i släktet Flatoidinus och familjen Flatidae. Inga underarter finns listade i Catalogue of Life.